# Smartwings Slovakia

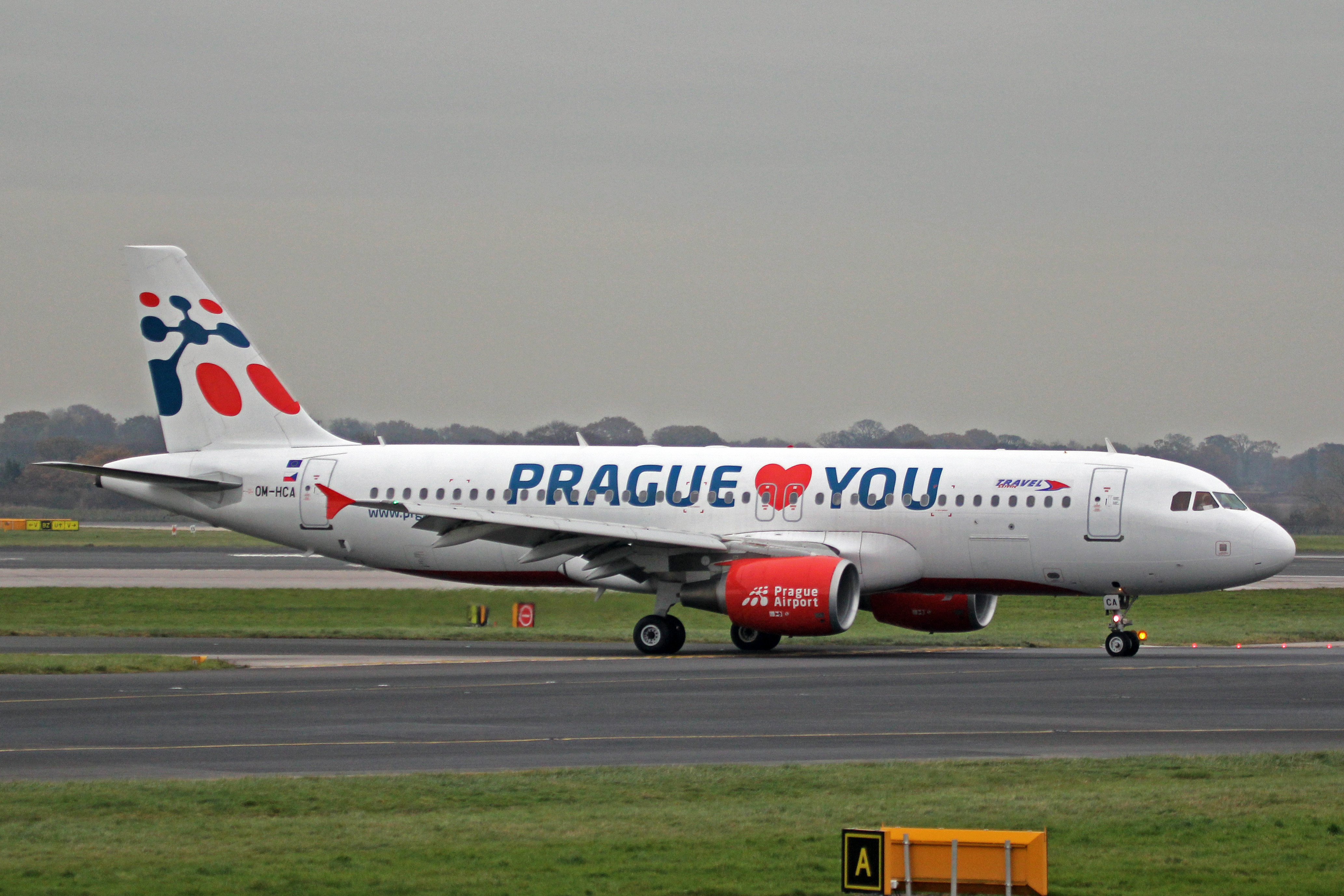
Airbus A320-200 Smartwings Slovakia ve zbarvení Prague Loves You v roce 2014

Smartwings Slovakia (dříve Travel Service Slovakia) je charterová letecká společnost se sídlem na Slovensku. Je dceřinou společností české letecké společnosti Smartwings. Hlavní základnou společnosti je Mezinárodní letiště M. R. Štefánika Bratislava.

## Destinace
Společnost Smartwings Slovakia pravidelně léta do destinací: Keflavik, Monastir, Oujda, Hurghada, Marsa Alam, Burgas, Larnaka, Paphos, Dubrovnik, Almería, Malaga, Palma de Mallorca,Tarbes, Heraklion, Kos, Karpathos, Korfu, Kavala, Rhodos, Patras, Soluň, Zakynthos, Lamezia Terme, Catania, Palermo, Cagliari, Olbia, Tel-Aviv, Antalya, Izmir, Salalah, (sezónní)[zdroj?][kdy?]

## Flotila
Flotila společnosti Smartwings Slovakia k dubnu 2019: 